# Lorne Betts
Lorne (Matheson) Betts (2. srpna 1918 Winnipeg Manitoba – 5. srpna 1985 Hamilton, Ontario) byl kanadský hudební skladatel, varhaník a hudební kritik.

## Život
Lorne Betts se narodil 2. srpna 1918 ve Winnipegu. Základní hudební vzdělání získal ve svém rodném městě. Jeho učiteli byli W. H. Anderson, Filmer Hubble a Hunter Johnston. V roce 1936 byl jedním ze zakládajících zpěváků Andersonova pěveckého souboru The Choristers. Odešel do Anglie, kde v roce 1941 absolvoval Royal Schools of Music. Ve studiu pokračoval na Královské hudební konzervatoři (The Royal Conservatory of Music) v Torontu u Johna Weinzweiga. Jeho dalšími učiteli byli Ernst Křenek, Alan Rawsthorne a Roy Harris.
V letech 1950–1964 působil jako hudební ředitel presbyteriánského kostela sv. Pavla v Hamiltonu v provincii Ontario. Poté se stal varhaníkem a sbormistrem v chrámu Melrose United Church. Kromě toho byl v letech 1953–1959 ředitelem Královské konzervatoře (Royal Hamilton College of Music). Od roku 1965 až do roku 1979 byl hudebním kritikem deníku The Hamilton Spectator.
Jeho manželkou byla zpěvačka-altistka Jean Macleodová. Vystupoval s ní jako klavírní doprovazeč a společně vydali tři gramofonové nahrávky (Scottish Songs (1960, Rodeo RLP-79), Songs of the Hebrides (1962, Celtic CX-10) a Beloved Hymns (1963, Banff RBS-1179)). Zemřel v Hamiltonu ve věku 67 let.

## Dílo
Orchestrální skladby
- 2 symfonie (1954, 1961)
- 2 klavírní koncerty (1955, 1957)
- Joe Harris, 1913-42 (1951)
- Music for Orchestra (1963)
- Kanadario: Music for a Festival Occasion (1966)
- Mass of St Thomas (1973)
- Three Saudades (1974)
- Suite in Three Movements (1975)
- Five Etudes for Orchestra (1977).

Vokální skladby
- Riders to the Sea (opera, 1955)
- The Woodcarver's Wife (opera, 1960)
- Elegy (pro malý sbor, smyčcový kvartet a harfu, 1977)
- Autumn's Orchestra (pro zpěv a komorní orchestr, 1982)
- A Hymn of Praise (sbor a orchestr, 1983)
- The Walk to Emmaus (kantáta, 1984)
- řada písní a chorálů

Komorní skladby
- 3 smyčcové kvartety (1950, 1951, 1970)
- 8 Recital Pieces for Young Pianists (klavír, 1959)
- Suite Brève (klavír, 1967)

a další klavírní skladby